# بانک رافدین
بانک رافدین بزرگترین بانک عراق با ۱۶۵ شعبه در داخل عراق و شعبی در قاهره، بیروت، ابوظبی، بحرین، صنعا و امان است.

در طول جنگ دوم خلیج فارس بانک رافدین خسارات سنگینی دید بطوریکه یک سوم شعب آن از بین رفت و ۳۰۰ میلیون دلار زیان به آن وارد شد.

امروزه بانک رافدین ۴۵ درصد دارایی‌های بانکی عراق را در اختیار دارد.

## حمله ایران به بانک رافدین
نخستین حمله موشکی ایران به بغداد در ساعت ۲:۴۰ بامداد روز ۱۳۶۳/۱۲/۲۳ انجام شد و ساختمان بانک رافدین را تخریب کرد. این بانک در ۳ کیلومتری کاخ صدام حسین قرار داشت.

## امضا تفاهم نامه بین ایران و بانک رافدین
هشتم اسفند ماه ۱۳۸۶ در تهران تفاهم نامه‌ای بین بانک توسعه صادرات ایران و بانک رافدین به امضا رسید که به موجب آن دو بانک موافقت کردند روابط دو جانبه خود را در زمینه نقل و انتقالات وجوه معاملات ارزی، اعتبارات اسنادی و ضمانت نامه ها، ایجاد خطوط اعتباری، تأمین مالی قبل و بعد از حمل کالا و خدمات، سپرده گذاری ارزهای خارجی و عملیات تسویه گسترش دهند.